# Sorbus subfusca
Sorbus subfusca är en rosväxtart som först beskrevs av Carl Friedrich von Ledebour och Alexander von Nordmann, och fick sitt nu gällande namn av Pierre Edmond Boissier. Sorbus subfusca ingår i släktet oxlar, och familjen rosväxter. Utöver nominatformen finns också underarten S. s. zinserlingii.